# Goguryeo

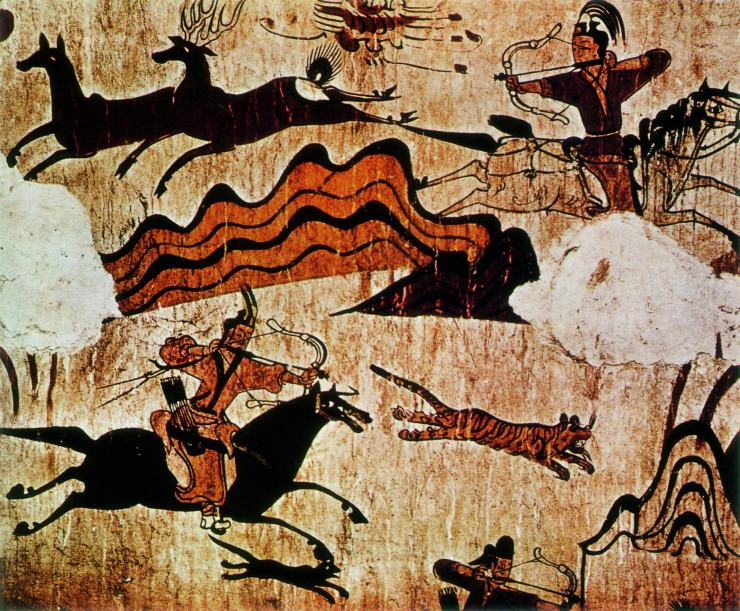
Grabmalerei aus der Goguryeo-Zeit

Goguryeo war eines der Drei Reiche von Korea, das von 37 v. Chr. bis 668 n. Chr. existierte. Während seiner größten Ausdehnung erstreckte es sich von der südlichen Mandschurei bis weit in die Koreanische Halbinsel hinein; des Weiteren wurden Goguryeo-Festungen in der heutigen östlichen Mongolei gefunden, was auf eine weitaus größere Ausdehnung Richtung Norden hinweist.
Zeugnisse der Goguryeo-Ära sind die von der UNESCO als Weltkulturerbestätten anerkannten Gräber im heutigen Nordkorea sowie die Hauptstädte und weitere Gräber in der autonomen koreanischen Region von Jilin im heutigen China.

## Name
Goguryeo (Koreanisch: 고구려; Hanja: 高句麗; RR: Goguryeo; IPA: [ko̞ɡuɾjʌ̹]) wird allgemein mit einer semantischen Bedeutung ähnlich zu „Hochburg“ identifiziert. Der ursprüngliche Name lautet Guryeo (Altkoreanisch: 句麗; Yale: Kwulye; IPA: [ɡuɾ.jʌ̹]). Guryeo stammt von 忽 *kuru oder *kolo und hat die Bedeutung von „Schloss, Burg, Festung“. Es ist möglicherweise verwandt zu einem innerasiatischen Wanderwort, unter anderem auch dem Mittelmongolischen qoto-n.
Der spätere Name Goryeo (고려; 高麗; Goryeo; [ko.ɾjʌ]) ist eine Verkürzung von Goguryeo und war ab dem 5. Jahrhundert der offizielle Name des Landes. Anders als sein Vorgänger lässt sich seine Bedeutung nur noch aus dem Hanja ableiten, das „hoch und schön“ bedeutet.

### Etymologische Deutung

#### Überlieferung in Koreanischen Sprachen
忽 *kolo wird auch vermutet, mit 忽 *hol [hʌ̹ɭ] und 骨 *kwol [ko̞ɭ] verwandt zu sein, die später in Verwaltungsbezirksnamen von Goguryeo vorkommen. Beispiele für ersteres wären 買忽 Michuhol [mit͡ɕʰuhʌ̹ɭ], 內米忽 Naemihol, 買召忽 Maesohol und 買忽 Maehol. 骨 *kwol kommt ebenfalls auf dem Gebiet von Baekje vor, dessen Herrscherfamilie mütterlicherseits mit der Goguryeos verwandt war und aus Buyeo stammte.
Die mittelkoreanischen Wörter 골〯 kwǒl [ko̞ɭ] and ᄀᆞ옳 kòwòlh [kʌ̀.òl] („Bezirk“) stammen vermutlich von *kolo.

#### Überlieferung in anderen Sprachen
Die transkribierte Variante des Namens der alten Hauptstadt Sillas 徐羅伐 syerapel als 徐羅城 syeraKUY setzt das altkoreanische Wort für „Ebene, Ort“, 伐 pel semantisch mit dem altjapanischen Wort für Schloss 城 ki gleich, das wiederum als Lehnwort vom ursprünglichen Baekje 己 *kuy ist und ultimativ vom Goguryeo Wort 忽 *kolo stammt.
In den Nachbarländern wurde Korea traditionell weiterhin mit dem Namen Goguryeo bezeichnet.
Ab dem 5. Jahrhundert wurde auch 高麗 (Goryeo) als Abkürzung von 高句麗 (Goguryeo) verwendet. In chinesischen Quellen, wie dem Buch von Wei, Buch von Sui und Du You wird Goguryeo bereits Goryeo genannt. 高麗 wurde in zusammengesetzten Wörtern für Objekte koreanischen Ursprungs verwendet, wie z. B. 高麗參 gāolíshēn „koreanischer Ginseng“.
Des Weiteren wurde das Wort Goguryeo ins Mitteljapanische als 高句麗 kōkuri [ko̞ːkɯ̟ᵝɾʲi] entliehen. Im Japanischen waren sowohl 高句麗かうくり kōkuri als auch 高麗こま koma als Namen in Gebrauch, wobei ersteres auch für das spätere Goryeo verwendet wurde. Ersteres ist ein Lehnwort aus dem Altkoreanischen und letzteres eines aus der Baekje-Sprache. 高麗 koma wird ebenfalls als zusammengesetztes Wort für koreanische Importwaren als auch für einen Verwaltungsbezirk in der Präfektur Saitama, das gegen Mitte des 7. Jahrhunderts von Einwanderern aus Korea gegründet wurde, verwendet. 640 wurde die Hauptstadt Japans für zwei Jahre nach Kōryō (広陵町) und in den Kudara no Ohi Palast verlegt. Kudara war der japanische Name für das Reich Baekje.
高麗 koma kommt im japanischen Sprachgebrauch insbesondere in der ältesten japanischen Gedichtsammlung, dem Man’yōshū, vor. 高麗こうらい kōrai wurde erstmals im 11. Jahrhundert im Kopfkissenbuch erwähnt.
Im Mittelchinesischen der Tang-Dynastie (618–907) entspricht die Aussprache von 高麗 *gaulèi (/kɑu liᴇ/). 高麗 wurde im Klassischjapanischen als kaurai (heute: kōrai) gelesen. Während den mongolischen Invasionsversuche 1274 und 1281 soll es in Japan verschiedene gängige Redewendungen im Bezug auf die Mongolen und Koreaner gegeben haben, in denen Goryeo als 高句麗こくり(Kōkuri, „Goguryeo“) und nicht 高麗こうらい (Kōrai, „Goryeo“) bezeichnet wurde. Aus dem Namen Go(gu)ryeos leitet sich der Exonym Koreas ab.

## Sprache
Die Sprache Goguryeos ist weitgehend unbekannt aufgrund mangelnder Quellen. Die meisten Informationen stammen aus späteren koreanischen historischen Texten wie dem Samguk Sagi als auch chinesischen Aufzeichnungen. Sie wird am häufigsten mit den koreanischen Sprachen in Verbindung gebracht, was die geografische und kulturelle Nähe zum heutigen Korea widerspiegelt. Möglicherweise stellt es eine frühe Sprachstufe der koreanischen Sprache oder einen Dialekt des Altkoreanischen dar, basierend auf phonologischen Ähnlichkeiten in Ortsnamen und der attestierten Lemmata. Jedoch existieren auch Theorien zur Verwandtschaft mit anderen Sprachfamilien, wie dem Japanischen als auch dem Tungusischen.
Die Herrscher hielten den Titel 加 *ka „Adeliger“; 皆 *kɔi „König“.
Im Vergleich hießen die aus Baekje: 鞬吉之 känkirči „König“; 於羅瑕 äraha „König“; 吉士/吉師 kirsɔ „Adeliger“; 二リム nirim „Lord“.
Aus Silla wurden die folgenden Titel überliefert: 干 kan, 邯 kam, 今 kɔm „Anführer“; 次次雄 čɔčɔüng, 慈充 čɔčüng „König, Schamane“; 居西干 käsäkan „König“; 尼師今 nisɔkɔ̈m „König, Ältester“; 吉士 kirsɔ „14. Rang Titel“.

## Geschichte

### Gründung
Es wird vermutet, dass Goguryeo im 1. Jahrhundert v. Chr. entstand und somit das älteste der drei Königreiche Koreas ist. In chinesischen Quellen wird es im Zusammenhang mit der Niederlage Go-Joseons 108 v. Chr. erwähnt. Aus dem in Auflösung befindlichen Go-Joseon formierten sich kleinere Stämme aus der Region um den Amnok-Fluss, dem heutigen Grenzfluss Nordkoreas, zu fünf Königreichen, die später zur Stammesgruppe Goguryeo zusammengefasst wurden, die dem Reich seinen Namen gab. Später sollen diese zusammen mit einer nach Süden migrierenden Gruppe aus Buyeo ein konföderiertes Königreich mit dem Namen „Goryeo“ gebildet haben.
Die Kommandanturen entfielen der Kontrolle und Aufsicht der Zentralgewalt in China und wurden mit der Zeit selbstständig und waren militärisch auf sich gestellt. Diese Situation lieferte die Grundlage für die stetige Eroberung der Han-Kommandanturen durch einheimische Stammeskönigreiche, einschließlich Goguryeo.
Im Jahr 75 v. Chr. zwangen die Einheimischen von Goguryeo eine Westwärtsbewegung der damaligen chinesischen Kommandantur Xuantu (chinesisch 玄菟; kor. Hyeondo), die sich zwischen 82 v. Chr. und 108 n. Chr. kontinuierlich in Richtung der Liaodong-Halbinsel bewegte. Die Lage von Xuantu war entlang den Landverbindungen zwischen den Staaten im Flussbecken des Amnok und der Liaodong-Halbinsel.
Die Chronik Samguk Sagi aus dem Jahr 1145 zufolge gründete der mythologische König Jumong das Reich im Jahr 37 v. Chr.:S. 24 f. in Jolbon Buyeo, einem Teil des Königreichs Buyeo. Goguryeo führte seinen Ursprung auf die Yemaek (ein antiker koreanischer Stamm). Die Chroniken der Drei Reiche implizieren, dass Buyeo und Yemaek ethnisch verwandt waren und eine ähnliche Sprache sprachen. Einige Forscher sehen in den Yemaek (濊貊) die Vorfahren der heutigen Koreaner.

### Entwicklung zum Königreich
Goguryeo vergrößerte im 1. Jahrhundert n. Chr. ständig seinen Einflussbereich. Zur Regierungszeit des Königs Taejo im Jahr 53 wurden die fünf Königreiche zu Teilen des Königreichs Goguryeo erklärt und standen von da an unter einer zentralen Regierung.
Baekje soll im 1. Jhd. vor oder nach Chr. von Soseono, einer Ehefrau des damaligen Königs von Goguryeo gegründet worden sein.
Goguryeo startete häufige Angriffe auf die chinesischen Kommandanturen und eroberte die Kleinstaaten Okjeo und Dongye. Der Name der königlichen Familie wechselte sich mehrfach zwischen Hae und Go ab, was entweder auf einen ständigen Machtwechsel oder eine nicht lineare Erbschaftsform hindeuten könnte. Möglicherweise nahm die königliche Familie aber auch schlicht einen neuen, chinesische Wurzeln suggerierenden Namen an oder Hae und Go waren schlichtweg Herrschertitel, da sowohl die Sprachen von Goguryeo, Baekje und Silla einheimisch keine Familiennamen besitzen.
Im frühen 3. Jahrhundert führte Goguryeo Kriege mit den Han und Wei und erlitt eine schwere Niederlage als Wei-Truppen die Hauptstadt von Goguryeo zerstörten.

### Weitere Expansion und Konflikt mit Baekje und Silla
Im Jahr 313 reichte Goguryeo schon in die chinesische Halbinsel Liaodong hinein und König Micheon zerstörte die letzte chinesische Kommandantur Lelang auf heutigem Gebiet Koreas, die etwa auf der heutigen Grenze der beiden heutigen Koreas lag und bis dahin als Pufferstaat fungiert hatte. Damit entstand eine Frontstellung zu Baekje und Silla.
Die Ausdehnung des Reiches erlitt kleinere Rückschläge durch Angriffe des Stamms der Xianbei (342) sowie Baekjes (371) auf Goguryeos Hauptstadt, bei dem König Gogukwon getötet wurde.
König Sosurim gelang es, das Reich wieder zu stabilisieren. In seine Regierungszeit fällt die Erklärung des Buddhismus zur Staatsreligion:S. 25 f. (372) und die Einrichtung der Taehak, die der Erziehung und Ausbildung dienten. Um das Jahr 391 war Goguryeo zum unangefochtenen Herrscher über die Mandschurei östlich des Liao-Flusses sowie des nördlichen Teils der Koreanischen Halbinsel.

### Auf dem Höhepunkt seiner Macht

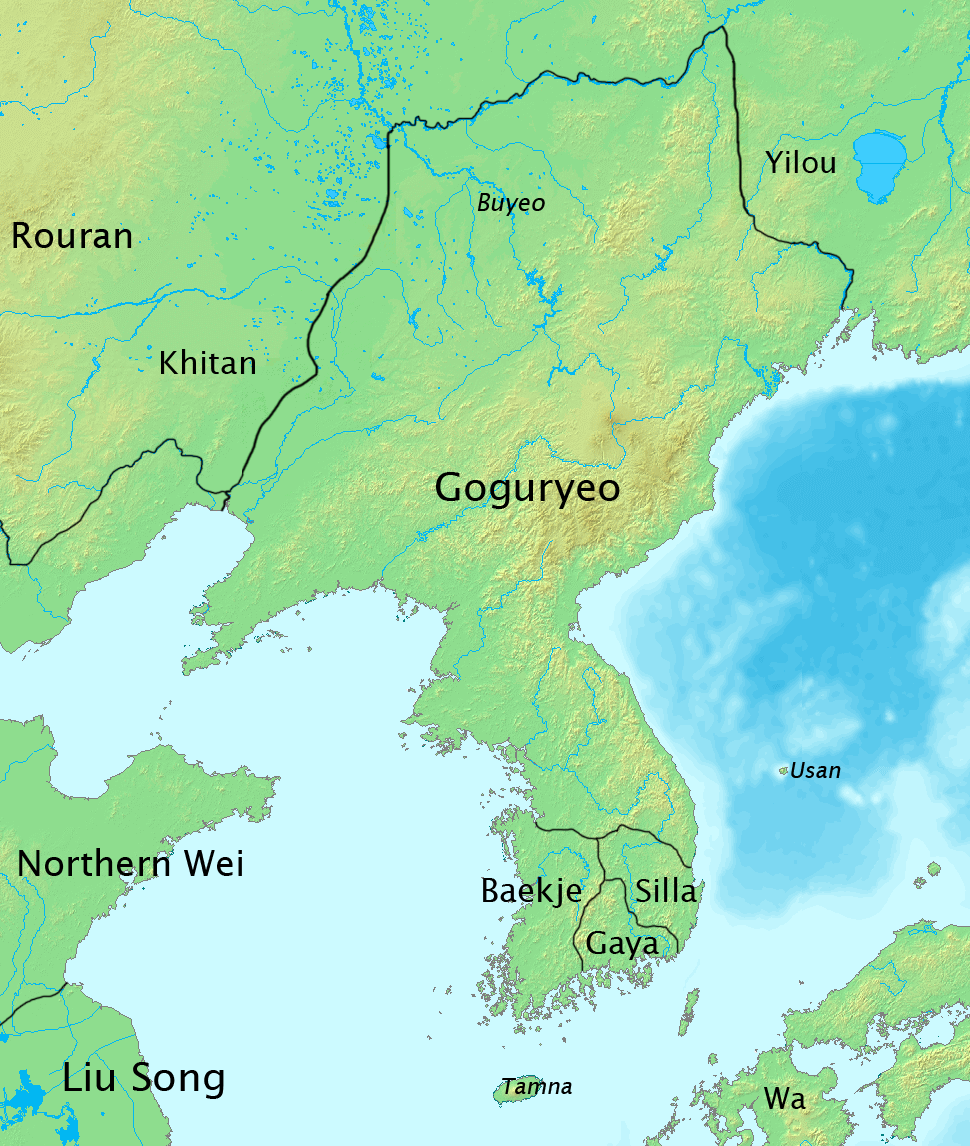
Goguryeo, 476 n. Chr.

Seine größte Ausdehnung erreichte Goguryeo während den Regentschaften von König Gwanggaeto (391–413) und seines Sohnes Jangsu. Gwanggaeto nahm 65 Städte und 1400 Dörfer ein, zerstörte den Späteren Yan-Staat und eroberte die Buyeo und Mohe. Er zwang Baekje im Süden zum Rückzug und führte Kriege gegen das Japan der Yamato-Zeit (Wa). Silla kam unter Goguryeos Schutzherrschaft.:S. 26 Seine Errungenschaften werden auf der Gwanggaeto-Stele, die 414 in der südlichen Mandschurei errichtet wurde, aufgelistet.:S. 26 Die lose Einigung der koreanischen Halbinsel hielt jedoch nicht lange.
Sein Sohn König Jangsu, der 413 an die Macht kam, verstärkte die Beziehungen zu den chinesischen Königreichen der Früheren Song-Dynastie und der Nördlichen Wei-Dynastie. Er verlegte 427 die Hauptstadt ins Gebiet des heutigen Pjöngjangs, um näher an die rivalisierenden Königreiche Baekje und Silla im Süden Goguryeos heranzurücken. Während dieser Zeit umfasste das Königreich Goguryeo drei Viertel der Koreanischen Halbinsel und einen Großteil der Mandschurei. Im späten 5. Jahrhundert annektierte es Bukbuyeo und die verbliebenen Stämme der Mohe und Kitan.
Goguryeos Blatt begann sich im Laufe des 6. Jahrhunderts zu wenden. König Anjang fiel einem Attentat zum Opfer. Sein Sohn, König Anwon, folgte seinem Vater auf den Thron, aber der Adel war in zwei verfeindete Parteien gespalten, die beide den Thron für sich beanspruchten. Schließlich wurde mit dem achtjährigen Yangwon ein Kind zum König gekrönt. Die Spaltung des Adels konnte nie überwunden werden und führte dazu, dass adelige Feudalherren (Daedaero) mit eigenen Armeen faktisch die Macht im Staat aufteilten.

### Die Sui-Kriege
598 griff die chinesische Sui-Dynastie, die sich durch fortwährende Angriffe auf der Halbinsel Liaodong bedroht sah, Goguryeo an. In einer der Schlachten lockte der noch heute in Korea verehrte General Eulji Mundeok die chinesischen Truppen in einen Hinterhalt und fügte ihnen schwere Verluste zu. Chinesische Quellen berichten, dass von über 300.000 Soldaten nur 2700 zurückkehrten. Nach weiteren erfolglosen Kriegen von 612 bis 614 mussten sich die Sui geschlagen geben und besiegelten damit ihren Untergang als Kaiserdynastie.

### Goguryeo-Tang Kriege

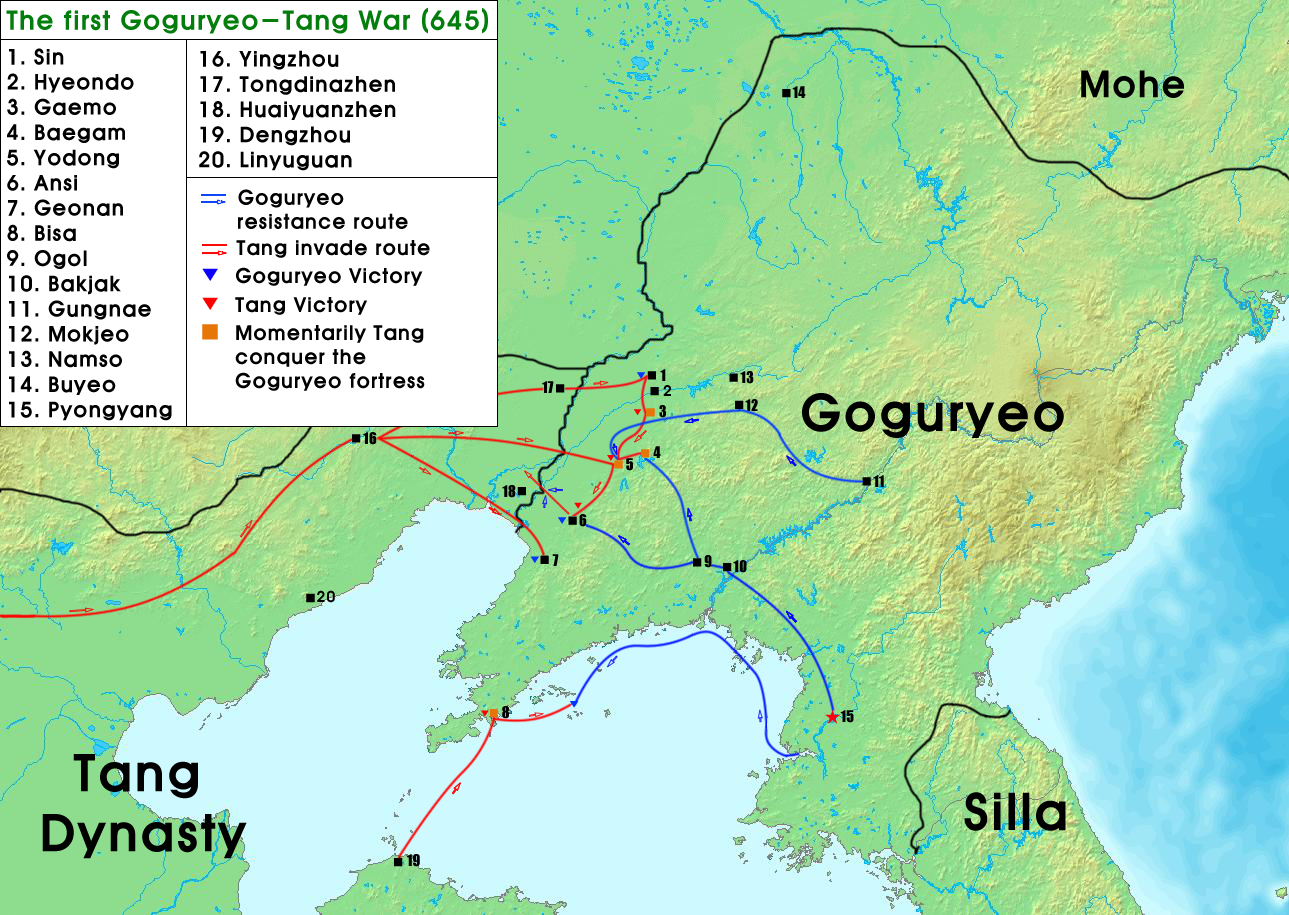
Verlauf des ersten Goguryeo-Tang Krieges

642 wurde Goguryeos König Yeongnyu von seinem Gefolgsmann Yeon Gaesomun (erwähnt als Irigasumi in japanischen Quellen) ermordet, der daraufhin als Militärdiktator anstelle des Königs regierte. 644 bereitete das Tang-Reich Chinas die Invasion vor und die Armee angeführt von General Li Shiji überquerte am 1. Mai 645 mit etwa 60.000 Soldaten den Grenzfluss Liao. Sie wurden von einer Seeflotte mit etwa 43.000 Soldaten unterstützt. Die Tang Streitmacht rückte weiter ins Landesinnere vor und besetzte einige Städte auf der Liaodong-Halbinsel. Ein Heer angeführt vom Tang-Kaiser Taizong zerstörte am 7. Juni eine Goguryeo-Entsatzstreitmacht von etwa 40.000 bei Liaodong (Stadt). Am 18. Juli erreichten sie die Festungsstadt Ansi-seong, die sie daraufhin belagerten. Yeon Gaesomun mobilisierte etwa 150.000 Soldaten, angeführt von Go Hye-jin and Go Yeon-su die Ansi am 11. Juni von Pjöngjang aus erreichten. Das Heer geriet zusammen mit ihren Mohe-Verbündeten am 23. Juni bei der Schlacht am Jupilsan durch eine zahlenmäßig kleinere Tang-Streitmacht in einen Hinterhalt und wurde nahezu vollständig vernichtet. Die Tang versuchten daraufhin für mehrere Wochen die Stadt Ansi, die von General Yang Manchun verteidigt wurde, im Sturm einzunehmen, wurden jedoch jedes Mal zurückgeschlagen. Aufgrund des einbrechenden Winters und Versorgungsschwierigkeiten trat der Kaiser am 13. Oktober den Rückzug an und hinterließ dem Kommandanten der Festung ein Geschenk.
Das Königreich Silla, auf der Suche nach Verbündeten in seinen Krieg gegen Baekje, bat Yeon Gaesomun um Unterstützung, was dieser allerdings ablehnte. Baekje verbündete sich 653 mit Yamato Wa (Japan). Daraufhin gelang es Silla, das mit Goguryeo verfeindete Tang-Dynastie für sich zu gewinnen. Zwischen 655 und 658 kam es zu Kämpfen zwischen Silla und den verbündeten Baekje und Goguryeo. 658 schickte Kaiser Gaozong eine Streitmacht um Goguryeo anzugreifen, die sich jedoch nicht behaupten konnte. König Muyeol von Silla schlug dem Tang-Kaiser vor, Baekje zuerst anzugreifen, um Goguryeo seinen Bündnispartner zu berauben.
Goguryeos Verbündeter Baekje fiel der Übermacht von Silla und Tang 660 zum Opfer und König Uija ergab sich bei Ungjin. Der General Gwisil Boksin begann den Widerstand um Baekje wiederherzustellen und ersuchte Hilfe von Yamato-Japan. Tenji, der Herrscher Japans entsandte eine Flotte mit 27.000 Mann zusammen mit dem Baekje-Prinzen Buyeo Pung, einem der Söhne von König Uija. Die japanische Flotte, angeführt von Abe no Hirafu und der Baekje-Widerstand wurden am 27. August 663 bei der Schlacht am Baekgang vernichtend geschlagen. Ein Großteil des verbliebenen Adels und Widerstand Baekjes setzten nach Japan über und ließen sich dort nieder, während sie den japanischen Hof weiterhin gegen Silla beeinflussten. Die Nachfahren von Gwisil Boksin gründeten den Kikuchi-Klan auf Kyushu, während der heutige Ōuchi-Klan den früheren Prinzen Imseong (琳聖太子, Rinshō Taishi), der auch den Myōken-Glauben nach Japan brachte, als ihren Vorfahren betrachtet.
Die Tang-Armeen belagerten Pjöngjang, konnten die Hauptstadt Goguryeos jedoch nicht einnehmen. Die Invasion wurde durch die Niederlage der Unterstützungsarmee von 100.000, angeführt von Pang Xiaotai, bei der Schlacht bei Sasu durch Yeon Gaesomun abberufen.
666 starb der Militärdiktator Yeon Gaesomun und drei Söhne stritten um die Nachfolge und lösten damit einen Bürgerkrieg aus. Die zuvorigen chinesischen Invasionen scheiterten oft aufgrund logistischer Schwierigkeiten, da sie Goguryeo erst über den Landweg und die Verteidigungslinie Ch'ŏlli Changsŏng angreifen mussten, jedoch die Versorgung aufgrund der Größe der Heere nur für mehrere Monate ausreichte und der Feldzug nicht bis in den Winter geführt werden konnte.
Die Tang griffen im Frühling 668 das Kernland von Goguryeo um Pjöngjang an und die belagerte Stadt ergab sich am 22. Oktober.
Das zermürbte Goguryeo musste sich schließlich 668 den Angreifern geschlagen geben.

### Niedergang
Der Großteil von Goguryeo im Süden wurde an Silla angeschlossen. Im Nordwesten bekam die Tang-Dynastie einen Teil zugesprochen und die übrigen Reste gingen im neuen Königreich Balhae auf. Die Spannungen zwischen den ehemaligen Verbündeten Tang-China und Silla bauten sich auf und es kam zum Konflikt in der sich Silla schließlich behaupten konnte. Die Silla Armee, genannt Guseodang (구서당; 九誓幢) bestehend aus 3 Einheiten aus Silla, 3 aus Goguryeo, 2 aus Baekje, and einer Mohe Einheit konnte die Tang am Taedong besiegen und somit die Tang aus der koreanischen Halbinsel zurückdrängen.
Balhae, 698 gegründet, beanspruchte die Nachfolge von Goguryeo in diplomatischen Verhandlungen mit Japan. Auch Taebong, das sich anfangs Hu-Goguryeo (後高句麗, „Späteres Goguryeo“) nannte, beanspruchte als das spätere Goryeo die Nachfolge von Goguryeo. Nachdem Balhae von den Kitan zerstört wurde, flohen viele ihrer Bewohner nach Goryeo, wo sie als Blutsverwandte empfangen wurden und etwa 10 % der Bevölkerung von Goryeo ausmachten.

## Goguryeo in der aktuellen Politik
Obwohl Goguryeo allgemein als koreanisches Königreich angesehen wird, beanspruchen es die Volksrepublik China und die Republik China (Taiwan) seit Anfang der 1990er Jahre als Teil ihrer Geschichte. Ob die Motivationen Chinas hinter diesem geschichtlichen Revisionismus defensiver oder offensiver Natur ist, ist Gegenstand der Diskussion.:S. 5 ff. So wolle China entweder lediglich das eigene Staatsgebiet im Falle einer koreanischen Wiedervereinigung schützen, da Korea Ansprüche auf die Mandschurei erheben könnte, wo mehr als zwei Millionen Koreanischstämmige leben. Oder China verfolge offensiv Pläne, den eigenen Einfluss auf die Koreanische Halbinsel auszuweiten.:S. 5 ff. China begründet seine Haltung im Wesentlichen damit, dass der Großteil des ehemaligen Goguryeos heute chinesisches Staatsgebiet ist und in antiken Zeiten Jīzǐ/Gija, ein Han-Chinese, den König vertrieben haben und die Macht übernommen haben soll. Er gründete das Königreich Gija-Joseon, in das viele Han-Chinesen eingewandert sein sollen. Die Ansprüche Chinas lösten eine anti-chinesische Stimmung unter Koreanern und dabei einen erneuten „Goguryeo-Boom“ in Südkorea aus. Es entstand eine Vielzahl von populären Filmen, Fernsehserien oder Videospielen, die sich mit dieser Zeit beschäftigen.